# 1938-as labdarúgó-világbajnokság (egyenes kieséses szakasz)
Az 1938-as labdarúgó-világbajnokság egyenes kieséses szakasza június 4-én kezdődött, és június 19-én ért véget a párizsi Stade Olympique de Colombes-ban rendezett döntővel. Az egyenes kieséses tornán tizenöt csapat vett részt. Az egyenes kieséses szakasz 18 mérkőzésből állt: 9 nyolcaddöntőt, 5 negyeddöntőt, 2 elődöntőt és 2 helyosztó mérkőzést rendeztek.
Az egyes mérkőzések győztesei továbbjutottak a következő körbe. A vesztes csapatok kiestek a világbajnokságról, kivéve az elődöntő vesztes csapatait, amelyek a bronzéremért mérkőzhettek.
Ha a mérkőzéseken a rendes játékidő végén döntetlen volt az eredmény, akkor 2×15 perces hosszabbítás volt. Ha ezután is döntetlen volt az eredmény, akkor a mérkőzést újra kellett volna játszani.

## Résztvevők
| Pályaválasztó | Ellenfél      |
| ------------- | ------------- |
| Franciaország | Belgium       |
| Olaszország   | Norvégia      |
| Brazília      | Lengyelország |
| Csehszlovákia | Hollandia     |
| Németország   | Svájc         |
| Magyarország  | Holland India |
| Svédország    | Ausztria      |
| Kuba          | Románia       |

## Ágrajz
|  |                        |                      |                       |                     |                      |                      |                        |               |               |               |                       |                       |                       |  |  |       |       |       |
|  | Nyolcaddöntők          | Nyolcaddöntők        | Nyolcaddöntők         |                     |                      | Negyeddöntők         | Negyeddöntők           | Negyeddöntők  |               |               | Elődöntők             | Elődöntők             | Elődöntők             |  |  | Döntő | Döntő | Döntő |
|  | Nyolcaddöntők          | Nyolcaddöntők        | Nyolcaddöntők         |                     |                      | Negyeddöntők         | Negyeddöntők           | Negyeddöntők  |               |               | Elődöntők             | Elődöntők             | Elődöntők             |  |  | Döntő | Döntő | Döntő |
|  | június 5. – Párizs     |                      |                       |                     |                      |                      |                        |               |               |               |                       |                       |                       |  |  |       |       |       |
|  |                        |                      |                       |                     |                      |                      |                        |               |               |               |                       |                       |                       |  |  |       |       |       |
|  | Franciaország          | Franciaország        | 3                     |                     |                      |                      |                        |               |               |               |                       |                       |                       |  |  |       |       |       |
|  | Franciaország          | Franciaország        | 3                     | június 12. – Párizs |                      |                      |                        |               |               |               |                       |                       |                       |  |  |       |       |       |
|  | Belgium                | Belgium              | 1                     |                     |                      |                      |                        |               |               |               |                       |                       |                       |  |  |       |       |       |
|  | Belgium                | Belgium              | 1                     |                     |                      | Franciaország        | Franciaország          | 1             |               |               |                       |                       |                       |  |  |       |       |       |
|  | június 5. – Marseille  |                      |                       |                     |                      | Franciaország        | Franciaország          | 1             |               |               |                       |                       |                       |  |  |       |       |       |
|  |                        |                      | Olaszország           | Olaszország         | 3                    |                      |                        |               |               |               |                       |                       |                       |  |  |       |       |       |
|  | Olaszország (h.u.)     | Olaszország (h.u.)   | Olaszország           | Olaszország         | 3                    | 2                    |                        |               |               |               |                       |                       |                       |  |  |       |       |       |
|  | Olaszország (h.u.)     | Olaszország (h.u.)   |                       |                     |                      | 2                    | június 16. – Marseille |               |               |               |                       |                       |                       |  |  |       |       |       |
|  | Norvégia               | Norvégia             | 1                     |                     |                      |                      |                        |               |               |               |                       |                       |                       |  |  |       |       |       |
|  | Norvégia               | Norvégia             | 1                     |                     |                      | Olaszország          | Olaszország            | 2             |               |               |                       |                       |                       |  |  |       |       |       |
|  | június 5. – Strasbourg |                      |                       |                     |                      | Olaszország          | Olaszország            | 2             |               |               |                       |                       |                       |  |  |       |       |       |
|  |                        |                      | Brazília              | Brazília            | 1                    |                      |                        |               |               |               |                       |                       |                       |  |  |       |       |       |
|  | Brazília (h.u.)        | Brazília (h.u.)      | Brazília              | Brazília            | 1                    | 6                    |                        |               |               |               |                       |                       |                       |  |  |       |       |       |
|  | Brazília (h.u.)        | Brazília (h.u.)      | június 12. – Bordeaux |                     |                      | 6                    |                        |               |               |               |                       |                       |                       |  |  |       |       |       |
|  | Lengyelország          | Lengyelország        | 5                     |                     |                      |                      |                        |               |               |               |                       |                       |                       |  |  |       |       |       |
|  | Lengyelország          | Lengyelország        | 5                     |                     |                      | Brazília *           | Brazília *             | 1 (2)         |               |               |                       |                       |                       |  |  |       |       |       |
|  | június 5. – Le Havre   |                      |                       |                     |                      | Brazília *           | Brazília *             | 1 (2)         |               |               |                       |                       |                       |  |  |       |       |       |
|  |                        |                      | Csehszlovákia         | Csehszlovákia       | 1 (1)                |                      |                        |               |               |               |                       |                       |                       |  |  |       |       |       |
|  | Csehszlovákia (h.u.)   | Csehszlovákia (h.u.) | Csehszlovákia         | Csehszlovákia       | 1 (1)                | 3                    |                        |               |               |               |                       |                       |                       |  |  |       |       |       |
|  | Csehszlovákia (h.u.)   | Csehszlovákia (h.u.) |                       |                     |                      | 3                    | június 19. – Párizs    |               |               |               |                       |                       |                       |  |  |       |       |       |
|  | Hollandia              | Hollandia            | 0                     |                     |                      |                      |                        |               |               |               |                       |                       |                       |  |  |       |       |       |
|  | Hollandia              | Hollandia            | 0                     |                     |                      | Olaszország          | Olaszország            | 4             |               |               |                       |                       |                       |  |  |       |       |       |
|  | június 4. – Párizs     |                      |                       |                     |                      | Olaszország          | Olaszország            | 4             |               |               |                       |                       |                       |  |  |       |       |       |
|  |                        |                      | Magyarország          | Magyarország        | 2                    |                      |                        |               |               |               |                       |                       |                       |  |  |       |       |       |
|  | Németország            | Németország          | Magyarország          | Magyarország        | 2                    | 1 (2)                |                        |               |               |               |                       |                       |                       |  |  |       |       |       |
|  | Németország            | Németország          | június 12. – Lille    |                     |                      | 1 (2)                |                        |               |               |               |                       |                       |                       |  |  |       |       |       |
|  | Svájc *                | Svájc *              | 1 (4)                 |                     |                      |                      |                        |               |               |               |                       |                       |                       |  |  |       |       |       |
|  | Svájc *                | Svájc *              | 1 (4)                 |                     |                      | Svájc                | Svájc                  | 0             |               |               |                       |                       |                       |  |  |       |       |       |
|  | június 5. – Reims      |                      |                       |                     |                      | Svájc                | Svájc                  | 0             |               |               |                       |                       |                       |  |  |       |       |       |
|  |                        |                      | Magyarország          | Magyarország        | 2                    |                      |                        |               |               |               |                       |                       |                       |  |  |       |       |       |
|  | Magyarország           | Magyarország         | Magyarország          | Magyarország        | 2                    | 6                    |                        |               |               |               |                       |                       |                       |  |  |       |       |       |
|  | Magyarország           | Magyarország         |                       |                     |                      | 6                    | június 16. – Párizs    |               |               |               |                       |                       |                       |  |  |       |       |       |
|  | Holland India          | Holland India        | 0                     |                     |                      |                      |                        |               |               |               |                       |                       |                       |  |  |       |       |       |
|  | Holland India          | Holland India        | 0                     |                     |                      | Magyarország         | Magyarország           | 5             |               |               |                       |                       |                       |  |  |       |       |       |
|  | június 5. – Lyon       |                      |                       |                     |                      | Magyarország         | Magyarország           | 5             |               |               |                       |                       |                       |  |  |       |       |       |
|  |                        |                      | Svédország            | Svédország          | 1                    |                      |                        | Bronzmérkőzés | Bronzmérkőzés | Bronzmérkőzés |                       |                       |                       |  |  |       |       |       |
|  | Svédország             | Svédország           | Svédország            | Svédország          | 1                    | O                    |                        |               |               | Bronzmérkőzés |                       |                       |                       |  |  |       |       |       |
|  | Svédország             | Svédország           |                       |                     | június 12. – Antibes | június 12. – Antibes | június 12. – Antibes   |               |               |               | június 19. – Bordeaux | június 19. – Bordeaux | június 19. – Bordeaux |  |  |       |       |       |
|  | Ausztria               | Ausztria             | X                     |                     | június 12. – Antibes | június 12. – Antibes | június 12. – Antibes   |               |               |               | június 19. – Bordeaux | június 19. – Bordeaux | június 19. – Bordeaux |  |  |       |       |       |
|  | Ausztria               | Ausztria             | X                     |                     |                      | Svédország           | Svédország             | 8             | Brazília      | Brazília      | 4                     |                       |                       |  |  |       |       |       |
|  | június 5. – Toulouse   |                      |                       |                     |                      | Svédország           | Svédország             | 8             | Brazília      | Brazília      | 4                     |                       |                       |  |  |       |       |       |
|  |                        |                      | Kuba                  | Kuba                | 0                    |                      |                        | Svédország    | Svédország    | 2             |                       |                       |                       |  |  |       |       |       |
|  | Kuba *                 | Kuba *               | Kuba                  | Kuba                | 0                    | 3 (2)                |                        | Svédország    | Svédország    | 2             |                       |                       |                       |  |  |       |       |       |
|  | Kuba *                 | Kuba *               |                       |                     |                      |                      |                        |               |               |               |                       |                       |                       |  |  |       |       |       |
|  | Románia                | Románia              | 3 (1)                 |                     |                      |                      |                        |               |               |               |                       |                       |                       |  |  |       |       |       |
|  | Románia                | Románia              | 3 (1)                 |                     |                      |                      |                        |               |               |               |                       |                       |                       |  |  |       |       |       |

- A "*"-gal megjelölt mérkőzéseket újrajátszották, mivel sem a rendes játékidőben, sem a hosszabbításban nem dőlt el a találkozó.

## Nyolcaddöntők

### Németország – Svájc
| 1938. június 4. 18:00 |

| Németország | 1–1 (h. u.)            | Svájc        |
| ----------- | ---------------------- | ------------ |
| Gauchel 29' | (1–1, 1–1) Jegyzőkönyv | Abegglen 43' |

| Parc des Princes, Párizs Nézőszám: 30 000 Játékvezető: John Langenus (belga) Asszisztensek: Paul Marenco (francia), Johannes van Moorsel (holland) |

| Switzerland | Germany |

| GK                   | Willy Huber      |
| RB                   | Severino Minelli |
| LB                   | August Lehmann   |
| RH                   | Hermann Springer |
| CH                   | Sirio Vernati    |
| LH                   | Ernst Lörtscher  |
| OR                   | Lauro Amadò      |
| IR                   | André Abegglen   |
| IL                   | Eugen Walaschek  |
| OL                   | Georges Aeby     |
| CF                   | Alfred Bickel    |
| Szövetségi kapitány: |                  |
| Karl Rappan          |                  |

| GK                   | Rudolf Raftl      |     |
| RB                   | Paul Janes        |     |
| LB                   | Willibald Schmaus |     |
| RH                   | Andreas Kupfer    |     |
| CH                   | Hans Mock         |     |
| LH                   | Albin Kitzinger   |     |
| OR                   | Ernst Lehner      |     |
| IR                   | Rudolf Gellesch   |     |
| IL                   | Wilhelm Hahnemann |     |
| OL                   | Hans Pesser       | 96′ |
| CF                   | Josef Gauchel     |     |
| Szövetségi kapitány: |                   |     |
| Sepp Herberger       |                   |     |

### Magyarország – Holland India
| 1938. június 5. 17:00 |

| Magyarország                                          | 6–0               | Holland India |
| ----------------------------------------------------- | ----------------- | ------------- |
| Kohut 13' Toldi 15' Sárosi 28' 89' Zsengellér 35' 76' | (4–0) Jegyzőkönyv |               |

| Vélodrome Municipal, Reims Nézőszám: 8000 Játékvezető: Roger Conrié (francia) Asszisztensek: Charles de la Salle (francia), Carl Weingärtner (német) |

| Magyarország | Holland India |

| GK                           | Háda József      |
| RB                           | Korányi Lajos    |
| LB                           | Bíró Sándor      |
| RH                           | Lázár Gyula      |
| CH                           | Turay József     |
| LH                           | Balogh István    |
| OR                           | Sas Ferenc       |
| IR                           | Zsengellér Gyula |
| IL                           | Toldi Géza       |
| OL                           | Kohut Vilmos     |
| CF                           | Sárosi György    |
| Szövetségi kapitányok:       |                  |
| Dietz Károly Schaffer Alfréd |                  |

| GK                   | Tan Mo Heng         |
| RB                   | Frans Hukom         |
| LB                   | Jack Samuels        |
| RH                   | Achmad Nawir        |
| CH                   | Frans Meeng         |
| LH                   | Sutan Anwar         |
| OR                   | Tan Hong Djien      |
| IR                   | Suvarte Soedarmadji |
| IL                   | Isaak Pattiwael     |
| OL                   | M.J. Hans Taihuttu  |
| CF                   | Henk Zomers         |
| Szövetségi kapitány: |                     |
| Johan Mastenbroek    |                     |

### Svédország – Ausztria
| 1938. június 5. |

| Svédország | játék nélkül | Ausztria |
| ---------- | ------------ | -------- |
|            |              |          |

| Lyon, Stade de Gerland |

- Ausztria az Anschluss miatt visszalépett, Svédország pedig játék nélkül jutott tovább

### Kuba – Románia
| 1938. június 5. 17:00 |

| Kuba                         | 3–3 (h. u.)            | Románia                           |
| ---------------------------- | ---------------------- | --------------------------------- |
| Socorro 44' 103' Magriñá 69' | (1–1, 2–2) Jegyzőkönyv | Bindea 35' Barátky 88' Dobay 105' |

| Stade Chapou, Toulouse Nézőszám: 6000 Játékvezető: Giuseppe Scarpi (olasz) Asszisztensek: Ferdinand Valprede (francia), Jean Merkex (francia) |

| Kuba | Románia |

| GK                   | Benito Carvajales      |
| RB                   | Jacinto Barquín        |
| LB                   | Manuel Chorens         |
| RH                   | Joaquín Arias          |
| CH                   | José Antonio Rodríguez |
| LH                   | Pedro Berges           |
| OR                   | José Magriñá           |
| IR                   | Tomás Fernández        |
| IL                   | Juan Tuñas             |
| OL                   | Mario Sosa             |
| CF                   | Héctor Socorro         |
| Szövetségi kapitány: |                        |
| José Tapia           |                        |

| GK                                   | Dumitru Pavlovici |
| RB                                   | Bürger Rudolf     |
| LB                                   | Vasile Chiroiu    |
| RH                                   | Vintilă Cossini   |
| CH                                   | Gheorghe Răşinaru |
| LH                                   | Raffinsky László  |
| OR                                   | Silviu Bindea     |
| IR                                   | Kovács Miklós     |
| IL                                   | Bodola Gyula      |
| OL                                   | Dobay István      |
| CF                                   | Barátky Gyula     |
| Szövetségi kapitányok:               |                   |
| Alexandru Săvulescu Costel Rădulescu |                   |

### Franciaország – Belgium
| 1938. június 5. 17:00 |

| Franciaország               | 3–1               | Belgium        |
| --------------------------- | ----------------- | -------------- |
| Veinante 1' Nicolas 16' 69' | (2–1) Jegyzőkönyv | Isemborghs 38' |

| Stade Olympique de Colombes, Párizs Nézőszám: 32 000 Játékvezető: Hans Wütherich (svájci) Asszisztensek: Augustin Krist (csehszlovák), Alfred Birlem (német) |

| Franciaország | Belgium |

| GK                   | Laurent Di Lorto |
| RB                   | Hector Cazenave  |
| LB                   | Étienne Mattler  |
| RH                   | Jean Bastien     |
| CH                   | Auguste Jordan   |
| LH                   | Raoul Diagne     |
| OR                   | Alfred Aston     |
| IR                   | Oscar Heisserer  |
| IL                   | Edmond Delfour   |
| OL                   | Émile Veinante   |
| CF                   | Jean Nicolas     |
| Szövetségi kapitány: |                  |
| Gaston Barreau       |                  |

| GK                   | Arnold Badjou         |
| RB                   | Robert Paverick       |
| LB                   | Corneel Seys          |
| RH                   | John Van Alphen       |
| CH                   | Émile Stijnen         |
| LH                   | Alfons De Winter      |
| OR                   | Charles Vanden Wouwer |
| IR                   | Bernard Voorhoof      |
| IL                   | Raymond Braine        |
| OL                   | Fernand Buyle         |
| CF                   | Henri Isemborghs      |
| Szövetségi kapitány: |                       |
| Jack Butler          |                       |

### Olaszország – Norvégia
| 1938. június 5. 17:00 |

| Olaszország           | 2–1 (h. u.)            | Norvégia    |
| --------------------- | ---------------------- | ----------- |
| Ferraris 2' Piola 94' | (1–1, 1–0) Jegyzőkönyv | Brustad 83' |

| Stade Vélodrome, Marseille Nézőszám: 18 000 Játékvezető: Alois Beranek (osztrák) Asszisztensek: Georges Bouture (francia), Paul Trehou (francia) |

| Olaszország | Norvégia |

| GK                   |  | Aldo Olivieri    |
| RB                   |  | Eraldo Monzeglio |
| LB                   |  | Pietro Rava      |
| RH                   |  | Pietro Serantoni |
| CH                   |  | Michele Andreolo |
| LH                   |  | Ugo Locatelli    |
| OR                   |  | Piero Pasinati   |
| IR                   |  | Giuseppe Meazza  |
| CF                   |  | Silvio Piola     |
| IL                   |  | Giovanni Ferrari |
| OL                   |  | Pietro Ferraris  |
| Szövetségi kapitány: |  |                  |
| Vittorio Pozzo       |  |                  |

| GK                   |  | Henry Johansen     |
| RB                   |  | Rolf Johannessen   |
| LB                   |  | Øivind Holmsen     |
| RH                   |  | Kristian Henriksen |
| CH                   |  | Nils Eriksen       |
| LH                   |  | Rolf Holmberg      |
| OR                   |  | Odd Frantzen       |
| IR                   |  | Reidar Kvammen     |
| CF                   |  | Knut Brynildsen    |
| IL                   |  | Magnar Isaksen     |
| OL                   |  | Arne Brustad       |
| Szövetségi kapitány: |  |                    |
| Asbjørn Halvorsen    |  |                    |

### Brazília – Lengyelország
| 1938. június 5. 17:30 |

| Brazília                                        | 6–5 (h. u.)            | Lengyelország                                        |
| ----------------------------------------------- | ---------------------- | ---------------------------------------------------- |
| Leônidas 18' 93' 104' Romeu 25' Perácio 44' 71' | (4–4, 3–1) Jegyzőkönyv | Scherfke 23' (11-esből) Willimowski 53' 59' 89' 118' |

| Stade de la Meinau, Strasbourg Nézőszám: 16 000 Játékvezető: Ivan Eklind (svéd) Asszisztensek: Louis Poissant (francia), Ernest Kissenberger (francia) |

| Brazília | Lengyelország |

| GK                   | Batatais         |
| RB                   | Machado          |
| LB                   | Domingos da Guia |
| RH                   | Zezé Procópio    |
| CH                   | Martim           |
| LH                   | Afonsinho        |
| OR                   | Lopes            |
| IR                   | Romeu            |
| IL                   | Perácio          |
| OL                   | Hércules         |
| CF                   | Leônidas         |
| Szövetségi kapitány: |                  |
| Adhemar Pimenta      |                  |

| GK                   | Edward Madejski       |
| RB                   | Antoni Gałecki        |
| LB                   | Władysław Szczepaniak |
| RH                   | Ewald Dytko           |
| CH                   | Erwin Nyc             |
| LH                   | Wilhelm Góra          |
| OR                   | Gerard Wodarz         |
| IR                   | Ernst Willimowski     |
| IL                   | Leonard Piątek        |
| OL                   | Ryszard Piec          |
| CF                   | Friedrich Scherfke    |
| Szövetségi kapitány: |                       |
| Józef Kałuża         |                       |

### Csehszlovákia – Hollandia
| 1938. június 5. 18:30 |

| Csehszlovákia                        | 3–0 (h. u.) | Hollandia |
| ------------------------------------ | ----------- | --------- |
| Košťálek 93' Nejedlý 111' Zeman 118' | Jegyzőkönyv |           |

| Stade Cavée Verte, Le Havre Nézőszám: 11 000 Játékvezető: Lucien Leclercq (francia) Asszisztensek: Eugène Olive (francia), Victor Sdez (francia) |

| Csehszlovákia | Hollandia |

| GK                   | František Plánička |
| RB                   | Jaroslav Burgr     |
| LB                   | Ferdinand Daučík   |
| RH                   | Josef Košťálek     |
| CH                   | Jaroslav Bouček    |
| LH                   | Vlastimil Kopecký  |
| OR                   | Jan Říha           |
| IR                   | Ladislav Šimůnek   |
| IL                   | Oldřich Nejedlý    |
| OL                   | Antonín Puč        |
| CF                   | Josef Zeman        |
| Szövetségi kapitány: |                    |
| Josef Meissner       |                    |

| GK                   | Adri van Male      |
| RB                   | Mauk Weber         |
| LB                   | Bertus Caldenhove  |
| RH                   | Bas Paauwe         |
| CH                   | Wim Anderiesen     |
| LH                   | Puck van Heel      |
| OR                   | Frank Wels         |
| IR                   | Frans van der Veen |
| IL                   | Kick Smit          |
| OL                   | Bertus de Harder   |
| CF                   | Leen Vente         |
| Szövetségi kapitány: |                    |
| Bob Glendenning      |                    |

### Újrajátszott mérkőzés: Németország – Svájc
| 1938. június 9. 18:00 |

| Németország                        | 2–4               | Svájc                                     |
| ---------------------------------- | ----------------- | ----------------------------------------- |
| Hahnemann 8' Lörtscher 22' (öngól) | (2–1) Jegyzőkönyv | Walaschek 42' Bickel 64' Abegglen 75' 78' |

| Parc des Princes, Párizs Nézőszám: 22 000 Játékvezető: Ivan Eklind (svéd) Asszisztensek: Louis Baert (belga), Johannes van Moorsel (holland) |

| Svájc | Németország |

| GK                   | Willy Huber      |
| RB                   | Severino Minelli |
| LB                   | August Lehmann   |
| RH                   | Hermann Springer |
| CH                   | Sirio Vernati    |
| LH                   | Ernst Lörtscher  |
| OR                   | Lauro Amadò      |
| IR                   | André Abegglen   |
| IL                   | Eugen Walaschek  |
| OL                   | Georges Aeby     |
| CF                   | Alfred Bickel    |
| Szövetségi kapitány: |                  |
| Karl Rappan          |                  |

| GK                   | Rudolf Raftl       |
| RB                   | Paul Janes         |
| LB                   | Jakob Streitle     |
| RH                   | Andreas Kupfer     |
| CH                   | Ludwig Goldbrunner |
| LH                   | Stefan Skoumal     |
| OR                   | Ernst Lehner       |
| IR                   | Josef Stroh        |
| IL                   | Fritz Szepan       |
| OL                   | Leopold Neumer     |
| CF                   | Wilhelm Hahnemann  |
| Szövetségi kapitány: |                    |
| Sepp Herberger       |                    |

### Újrajátszott mérkőzés: Kuba – Románia
| 1938. június 9. 18:00 |

| Kuba                      | 2–1               | Románia   |
| ------------------------- | ----------------- | --------- |
| Socorro 51' Fernández 57' | (0–1) Jegyzőkönyv | Dobay 35' |

| Stade Chapou, Toulouse Nézőszám: 5000 Játékvezető: Alfred Birlem (német) Asszisztensek: Georges Capdeville (francia), Paul Marenco (francia) |

| Kuba | Románia |

| GK                   | Juan Ayra              |
| RB                   | Jacinto Barquín        |
| LB                   | Manuel Chorens         |
| RH                   | Joaquín Arias          |
| CH                   | José Antonio Rodríguez |
| LH                   | Pedro Berges           |
| OR                   | José Magriñá           |
| IR                   | Tomás Fernández        |
| IL                   | Juan Tuñas             |
| OL                   | Mario Sosa             |
| CF                   | Héctor Socorro         |
| Szövetségi kapitány: |                        |
| José Tapia           |                        |

| GK                                   | Robert Sadowski    |
| RB                                   | Bürger Rudolf      |
| LB                                   | Iacob Felecan      |
| RH                                   | Andrei Bărbulescu  |
| CH                                   | Gheorghe Răşinaru  |
| LH                                   | Raffinsky László   |
| OR                                   | Ioan Bogdan        |
| IR                                   | Ioachim Moldoveanu |
| IL                                   | Praszler Gyula     |
| OL                                   | Dobay István       |
| CF                                   | Barátky Gyula      |
| Szövetségi kapitányok:               |                    |
| Alexandru Săvulescu Costel Rădulescu |                    |

## Negyeddöntők

### Magyarország – Svájc
| 1938. június 12. 17:00 |

| Magyarország              | 2–0               | Svájc |
| ------------------------- | ----------------- | ----- |
| Sárosi 40' Zsengellér 89' | (1–0) Jegyzőkönyv |       |

| Stade Victor Boucquey, Lille Nézőszám: 14 000 Játékvezető: Rinaldo Barlassina (olasz) Asszisztensek: Alois Beranek (osztrák), Georges Bouture (francia) |

| Magyarország | Svájc |

| GK                           | Szabó Antal      |
| RB                           | Korányi Lajos    |
| LB                           | Bíró Sándor      |
| RH                           | Lázár Gyula      |
| CH                           | Turay József     |
| LH                           | Szalay Antal     |
| OR                           | Sas Ferenc       |
| IR                           | Zsengellér Gyula |
| IL                           | Vincze Jenő      |
| OL                           | Kohut Vilmos     |
| CF                           | Sárosi György    |
| Szövetségi kapitányok:       |                  |
| Dietz Károly Schaffer Alfréd |                  |

| GK                   | Willy Huber      |
| RB                   | Adolf Stelzer    |
| LB                   | August Lehmann   |
| RH                   | Hermann Springer |
| CH                   | Sirio Vernati    |
| LH                   | Ernst Lörtscher  |
| OR                   | Lauro Amadò      |
| IR                   | André Abegglen   |
| IL                   | Eugen Walaschek  |
| OL                   | Tullio Grassi    |
| CF                   | Alfred Bickel    |
| Szövetségi kapitány: |                  |
| Karl Rappan          |                  |

### Svédország – Kuba
| 1938. június 12. 17:00 |

| Svédország                                                         | 8–0               | Kuba |
| ------------------------------------------------------------------ | ----------------- | ---- |
| Keller 9' 80' 81' Wetterström 22' 37' 44' Nyberg 84' Andersson 90' | (4–0) Jegyzőkönyv |      |

| Stade du Fort Carré, Antibes Nézőszám: 6000 Játékvezető: Augustin Krist (csehszlovák) Asszisztensek: Carl Weingärtner (német), Victor Sdez (francia) |

| Svédország | Kuba |

| GK                   | Henock Abrahamsson |
| RB                   | Ivar Eriksson      |
| LB                   | Olle Källgren      |
| RH                   | Erik Almgren       |
| CH                   | Sven Jacobsson     |
| LH                   | Kurt Svanström     |
| OR                   | Arne Nyberg        |
| IR                   | Sven Jonasson      |
| IL                   | Tore Keller        |
| OL                   | Gustav Wetterström |
| CF                   | Harry Andersson    |
| Szövetségi kapitány: |                    |
| Nagy József          |                    |

| GK                   | Benito Carvajales      |
| RB                   | Jacinto Barquín        |
| LB                   | Manuel Chorens         |
| RH                   | Joaquín Arias          |
| CH                   | José Antonio Rodríguez |
| LH                   | Pedro Berges           |
| OR                   | Pedro Ferrer           |
| IR                   | Tomás Fernández        |
| IL                   | Juan Tuñas             |
| OL                   | Juan Alonzo            |
| CF                   | Héctor Socorro         |
| Szövetségi kapitány: |                        |
| José Tapia           |                        |

### Olaszország – Franciaország
| 1938. június 12. 17:00 |

| Olaszország               | 3–1               | Franciaország |
| ------------------------- | ----------------- | ------------- |
| Colaussi 9' Piola 51' 72' | (1–1) Jegyzőkönyv | Heisserer 10' |

| Stade Olympique de Colombes, Párizs Nézőszám: 58 000 Játékvezető: Louis Baert (belga) Asszisztensek: Hans Wütherich (svájci), Ivan Eklind (svéd) |

| Olaszország | Franciaország |

| GK                   | Aldo Olivieri    |
| RB                   | Alfredo Foni     |
| LB                   | Pietro Rava      |
| RH                   | Pietro Serantoni |
| CH                   | Michele Andreolo |
| LH                   | Ugo Locatelli    |
| OR                   | Amedeo Biavati   |
| IR                   | Giuseppe Meazza  |
| IL                   | Giovanni Ferrari |
| OL                   | Gino Colaussi    |
| CF                   | Silvio Piola     |
| Szövetségi kapitány: |                  |
| Vittorio Pozzo       |                  |

| GK                   | Laurent Di Lorto |
| RB                   | Hector Cazenave  |
| LB                   | Étienne Mattler  |
| RH                   | Jean Bastien     |
| CH                   | Auguste Jordan   |
| LH                   | Raoul Diagne     |
| OR                   | Alfred Aston     |
| IR                   | Oscar Heisserer  |
| IL                   | Edmond Delfour   |
| OL                   | Émile Veinante   |
| CF                   | Jean Nicolas     |
| Szövetségi kapitány: |                  |
| Gaston Barreau       |                  |

### Brazília – Csehszlovákia
| 1938. június 12. 17:00 |

| Brazília     | 1–1 (h. u.)            | Csehszlovákia          |
| ------------ | ---------------------- | ---------------------- |
| Leônidas 30' | (1–1, 1–0) Jegyzőkönyv | Nejedlý 65' (11-esből) |

| Parc Lescure, Bordeaux Nézőszám: 25 000 Játékvezető: Hertzka Pál (magyar) Asszisztensek: Giuseppe Scarpi (olasz), Charles de la Salle (francia) |

| Brazília | Csehszlovákia |

| GK                   |  | Walter           |     |
| RB                   |  | Domingos da Guia |     |
| LB                   |  | Machado          |     |
| RH                   |  | Zezé Procópio    | 14′ |
| CH                   |  | Martim           | 89′ |
| LH                   |  | Afonsinho        |     |
| OR                   |  | Lopes            |     |
| IR                   |  | Romeu            |     |
| IL                   |  | Perácio          |     |
| OL                   |  | Hércules         |     |
| CF                   |  | Leônidas         |     |
| Szövetségi kapitány: |  |                  |     |
| Adhemar Pimenta      |  |                  |     |

| GK                   |  | František Plánička |     |
| RB                   |  | Jaroslav Burgr     |     |
| LB                   |  | Ferdinand Daučík   |     |
| RH                   |  | Josef Košťálek     |     |
| CH                   |  | Jaroslav Bouček    |     |
| LH                   |  | Vlastimil Kopecký  |     |
| OR                   |  | Jan Říha           | 89′ |
| IR                   |  | Ladislav Šimůnek   |     |
| IL                   |  | Oldřich Nejedlý    |     |
| OL                   |  | Antonín Puč        |     |
| CF                   |  | Josef Ludl         |     |
| Szövetségi kapitány: |  |                    |     |
| Josef Meissner       |  |                    |     |

### Újrajátszott mérkőzés: Brazília – Csehszlovákia
| 1938. június 14. 18:00 |

| Brazília                 | 2–1               | Csehszlovákia |
| ------------------------ | ----------------- | ------------- |
| Leônidas 57' Roberto 62' | (0–1) Jegyzőkönyv | Kopecký 25'   |

| Parc Lescure, Bordeaux Nézőszám: 20 000 Játékvezető: Georges Capdeville (francia) Asszisztensek: Paul Marenco (francia), Ernest Kissenberger (francia) |

| Brazília | Csehszloválkia |

| GK                   |  | Walter   |
| RB                   |  | Jaú      |
| LB                   |  | Nariz    |
| RH                   |  | Britto   |
| CH                   |  | Brandão  |
| LH                   |  | Argemiro |
| OR                   |  | Roberto  |
| IR                   |  | Luisinho |
| IL                   |  | Tim      |
| OL                   |  | Patesko  |
| CF                   |  | Leônidas |
| Szövetségi kapitány: |  |          |
| Adhemar Pimenta      |  |          |

| GK                   |  | Karel Burkert     |
| RB                   |  | Jaroslav Burgr    |
| LB                   |  | Ferdinand Daučík  |
| RH                   |  | Josef Košťálek    |
| CH                   |  | Jaroslav Bouček   |
| LH                   |  | Arnošt Kreuz      |
| OR                   |  | Václav Horák      |
| IR                   |  | Karel Senecký     |
| IL                   |  | Vlastimil Kopecký |
| OL                   |  | Oldřich Rulc      |
| CF                   |  | Josef Ludl        |
| Szövetségi kapitány: |  |                   |
| Josef Meissner       |  |                   |

## Elődöntők

### Magyarország – Svédország
| 1938. június 16. 18:00 |

| Magyarország                                                   | 5–1               | Svédország |
| -------------------------------------------------------------- | ----------------- | ---------- |
| Jacobsson 19' (öngól) Titkos 37' Zsengellér 39' 85' Sárosi 65' | (3–1) Jegyzőkönyv | Nyberg 1'  |

| Parc des Princes, Párizs Nézőszám: 22 000 Játékvezető: Lucien Leclercq (francia) Asszisztensek: Johannes van Moorsel (holland), Giuseppe Scarpi (olasz) |

| Magyarország | Svédország |

| GK                           |  | Szabó Antal      |
| RB                           |  | Korányi Lajos    |
| LB                           |  | Bíró Sándor      |
| RH                           |  | Szalay Antal     |
| CH                           |  | Turay József     |
| LH                           |  | Lázár Gyula      |
| OR                           |  | Sas Ferenc       |
| IR                           |  | Zsengellér Gyula |
| IL                           |  | Toldi Géza       |
| OL                           |  | Titkos Pál       |
| CF                           |  | Sárosi György    |
| Szövetségi kapitányok:       |  |                  |
| Dietz Károly Schaffer Alfréd |  |                  |

| GK                   |  | Henock Abrahamsson |
| RB                   |  | Ivar Eriksson      |
| LB                   |  | Olle Källgren      |
| RH                   |  | Erik Almgren       |
| CH                   |  | Sven Jacobsson     |
| LH                   |  | Kurt Svanström     |
| OR                   |  | Arne Nyberg        |
| IR                   |  | Sven Jonasson      |
| IL                   |  | Tore Keller        |
| OL                   |  | Gustav Wetterström |
| CF                   |  | Harry Andersson    |
| Szövetségi kapitány: |  |                    |
| Nagy József          |  |                    |

### Olaszország – Brazília
| 1938. június 16. 18:00 |

| Olaszország                        | 2–1               | Brazília        |
| ---------------------------------- | ----------------- | --------------- |
| Colaussi 51' Meazza 60' (11-esből) | (0–0) Jegyzőkönyv | Pellicciari 87' |

| Stade Vélodrome, Marseille Nézőszám: 30 000 Játékvezető: Hans Wütherich (svájci) Asszisztensek: Alois Beranek (osztrák), Paul Marenco (francia) |

| Olaszország | Brazília |

| GK                   | Aldo Olivieri    |
| RB                   | Alfredo Foni     |
| LB                   | Pietro Rava      |
| RH                   | Pietro Serantoni |
| CH                   | Michele Andreolo |
| LH                   | Ugo Locatelli    |
| OR                   | Amedeo Biavati   |
| IR                   | Giuseppe Meazza  |
| IL                   | Giovanni Ferrari |
| OL                   | Gino Colaussi    |
| CF                   | Silvio Piola     |
| Szövetségi kapitány: |                  |
| Vittorio Pozzo       |                  |

| GK                   | Walter           |
| RB                   | Domingos da Guia |
| LB                   | Machado          |
| RH                   | Zezé Procópio    |
| CH                   | Martim           |
| LH                   | Afonsinho        |
| OR                   | Lopes            |
| IR                   | Luisinho         |
| IL                   | Romeu            |
| OL                   | Patesko          |
| CF                   | Perácio          |
| Szövetségi kapitány: |                  |
| Adhemar Pimenta      |                  |

## Bronzmérkőzés
| 1938. június 19. 17:00 |

| Brazília                                     | 4–2               | Svédország              |
| -------------------------------------------- | ----------------- | ----------------------- |
| Pellicciari 44' Leônidas 63' 74' Perácio 80' | (1–2) Jegyzőkönyv | Jonasson 28' Nyberg 38' |

| Parc Lescure, Bordeaux Nézőszám: 20 000 Játékvezető: John Langenus (belga) Asszisztensek: Eugène Olive (francia), Ferdinand Valprede (francia) |

| Brazília | Svédország |

| GK                   | Batatais         |
| RB                   | Domingos da Guia |
| LB                   | Machado          |
| RH                   | Zezé Procópio    |
| CH                   | Brandão          |
| LH                   | Afonsinho        |
| OR                   | Roberto          |
| IR                   | Romeu            |
| IL                   | Perácio          |
| OL                   | Patesko          |
| CF                   | Leônidas         |
| Szövetségi kapitány: |                  |
| Adhemar Pimenta      |                  |

| GK                   | Henock Abrahamsson |
| RB                   | Ivar Eriksson      |
| LB                   | Erik Nilsson       |
| RH                   | Erik Almgren       |
| CH                   | Arne Linderholm    |
| LH                   | Kurt Svanström     |
| OR                   | Arne Nyberg        |
| IR                   | Sven Jonasson      |
| IL                   | Åke Andersson      |
| OL                   | Erik Persson       |
| CF                   | Harry Andersson    |
| Szövetségi kapitány: |                    |
| Nagy József          |                    |

## Döntő
| 1938. június 19. 17:00 |

| Olaszország                   | 4–2               | Magyarország         |
| ----------------------------- | ----------------- | -------------------- |
| Colaussi 6' 35' Piola 16' 82' | (3–1) Jegyzőkönyv | Titkos 8' Sárosi 70' |

| Stade Olympique de Colombes, Párizs Nézőszám: 60 000 Játékvezető: Georges Capdeville (francia) Asszisztensek: Hans Wütherich (svájci), Augustin Krist (csehszlovák) |

| Olaszország | Magyarország |

|                      |  |                     |  |
|                      |  |                     |  |
| GK                   |  | Aldo Olivieri       |  |
| DF                   |  | Alfredo Foni        |  |
| DF                   |  | Pietro Rava         |  |
| MF                   |  | Pietro Serantoni    |  |
| MF                   |  | Michele Andreolo    |  |
| MF                   |  | Ugo Locatelli       |  |
| FW                   |  | Amedeo Biavati      |  |
| FW                   |  | Giuseppe Meazza (C) |  |
| FW                   |  | Silvio Piola        |  |
| FW                   |  | Giovanni Ferrari    |  |
| FW                   |  | Gino Colaussi       |  |
| Szövetségi kapitány: |  |                     |  |
| Vittorio Pozzo       |  |                     |  |

|                      |  |                  |  |
|                      |  |                  |  |
| GK                   |  | Szabó Antal      |  |
| DF                   |  | Polgár Gyula     |  |
| DF                   |  | Bíró Sándor      |  |
| MF                   |  | Szalay Antal     |  |
| MF                   |  | Szűcs György     |  |
| MF                   |  | Lázár Gyula      |  |
| FW                   |  | Sas Ferenc       |  |
| FW                   |  | Zsengellér Gyula |  |
| FW                   |  | Sárosi György    |  |
| FW                   |  | Vincze Jenő      |  |
| FW                   |  | Titkos Pál       |  |
| Szövetségi kapitány: |  |                  |  |
| Dietz Károly         |  |                  |  |